# Semiothisa cararia
Semiothisa cararia là một loài bướm đêm trong họ Geometridae.